# Hvide sejl
Hvide sejl er en dansk dokumentarfilm fra 1951, der er instrueret af Poul Bang og Carl Otto Petersen efter manuskript af dem selv og Finn Methling.

## Handling
Filmen viser forskellige former for sejlsport i danske farvande. Der fortælles om sejlklubberne, hvor børn og unge får kyndig vejledning i at sejle en båd. Tilskuerne tages med på en feriesejlads gennem de smukkeste, danske egne og oplever til slut en af de store kapsejladser på Øresund med Kronborg som baggrund.